# Francis Younghusband
Sir Francis Edward Younghusband (Murri, 31 maggio 1863 – Lytchett Minster, 31 luglio 1942) è stato un esploratore, giornalista, ufficiale e scrittore mistico inglese.
È famoso soprattutto per i suoi viaggi in Estremo Oriente (Manciuria, Deserto del Gobi, Passo Mustagh) e nell'Asia Centrale (Chitral, Hunza, Turkestan e specialmente la spedizione Inglese del 1904 in Tibet, da lui guidata, durante la quale avvenne un tristemente famoso massacro di soldati e civili tibetani) e per i suoi scritti sull'Asia e sulla politica estera dell'allora Impero britannico. Younghusband è stato anche Commissario dell'Impero Britannico per il Tibet e Presidente della Royal Geographical Society di Londra.

## Primi anni
Francis Younghusband nacque nel 1863 a Murri, nell'India Britannica (ora Pakistan). Suo padre era il Maggior generale John W. Younghusband e sua madre Clara Jane Shaw. Il fratello della madre era Robert Shaw era un ex famoso esploratore dell'Asia Centrale.
Da bambino, Francis fu portato in Inghilterra da sua madre. Quando Clara tornò in India nel 1867 lasciò suo figlio a due zie austere e strettamente religiose. Nel 1870 i genitori tornarono in Inghilterra. La famiglia così si riunì. Nel 1876, a tredici anni, Francis entrò al Clifton College di Bristol. Nel 1881 entrò alla Royal Military Academy Sandhurst e nel 1882 venne incaricato come subalterno nei Dragoni.

## Carriera militare

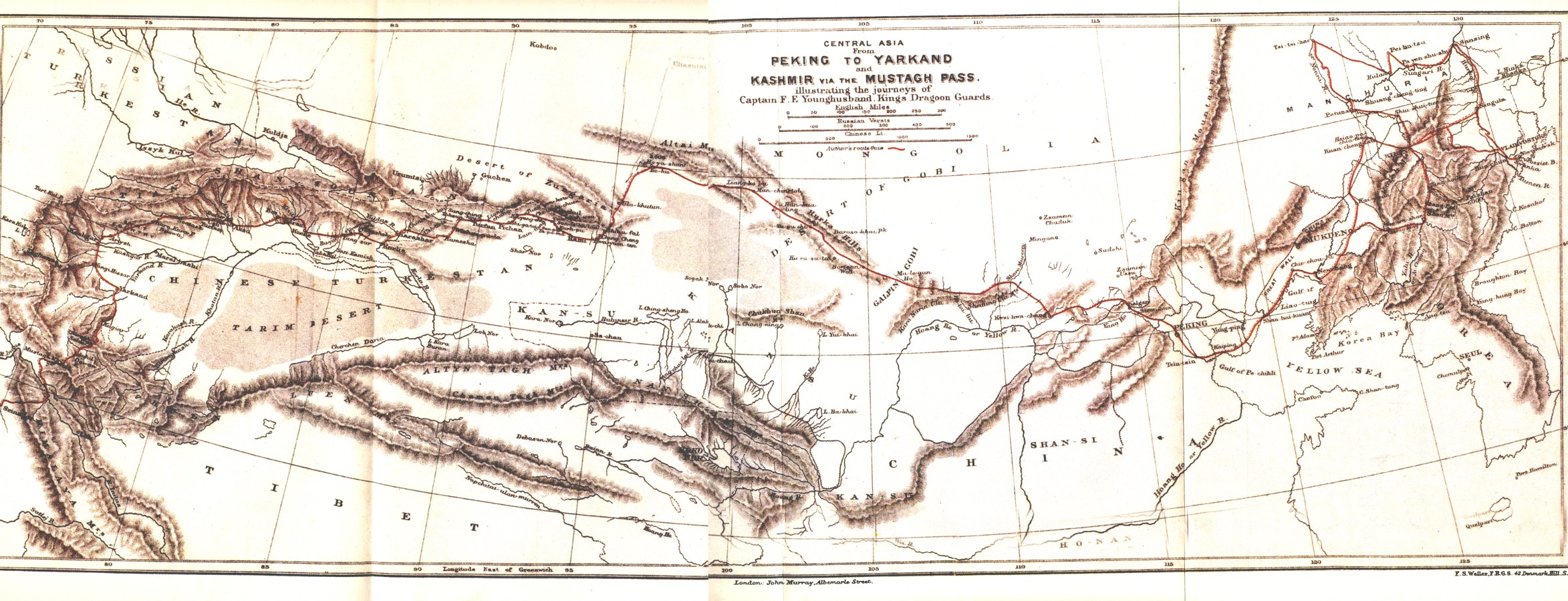
"From Peking To Yarkand and Kashmir via the Mustagh Pass"

Nel 1886-1887, in congedo dal suo reggimento, Younghusband compì una spedizione attraverso la Manciuria, percorrendo il deserto del Gobi, aprendo una via da Kashgar all'India attraverso l'inesplorato Passo di Mustagh. Per questo successo divenne il più giovane membro della Royal Geographical Society ed ottenne anche la medaglia d'oro della Società.
Nel 1889, quando venne nominato capitano, Younghusband fu inviato, con una piccola scorta di soldati Gurkha per esplorare una regione del nord del Ladakh, dove, l'anno prima, le incursioni dall'Hunza avevano interrotto il commercio tra Yarkand e l'India. Mentre era accampato nella valle del fiume Yarkand, Younghusband ricevette un invito per una cena con il capitano Bronislav Grombchevsky, la sua controparte russa nel Grande Gioco. Younghusband accettò l'invito di Grombchevsky, e dopo cena i due rivali parlarono, condividendo brandy e vodka, e discutendo la possibilità di una invasione russa dell'India britannica. Grombchevsky mostrò a Younghusband la grande abilità della sua scorta di cosacchi, mentre Younghusband impressionò Grombchevsky con i l'esercitazioni dei suoi Gurkha. Dopo il loro incontro in questa remota regione di frontiera, Grombchevsky riprese la sua spedizione in direzione del Tibet, mentre Younghusband proseguì la sua esplorazione del Karakoram.
Nel 1890 Younghusband fu inviato in una missione nel Turkestan Cinese, accompagnato da George Macartney come interprete. Passò l'inverno a Kashgar, dove lasciò Macartney come console Britannico. Nel 1891 ritornò in India attraverso il Pamir. Nel Piccolo Pamir, presso Bozai Gumbaz, incontrò i soldati russi, che lo obbligarono a lasciare l'area. Questo fu uno degli incidenti che causarono la Campagna dell'Hunza-Nagar.
Durante il suo servizio in Kashmir, scrisse un libro, Kashmir, su richiesta di Edward Molyneux, dove dichiarava la sua immensa ammirazione per le bellezze naturali del Kashmir e per la sua storia.
Nel 1890 Younghusband venne trasferito presso l'Indian Political Service. Ricoprì l'incarico di ufficiale politico distaccato.
Il Grande Gioco, tra Londra e San Pietroburgo, continuò anche nel nuovo secolo. Voci di una espansione russa nell'Hindu Kush e di una presenza russa in Tibet, portarono il Viceré d'India Lord Curzon a nominare Younghusband come commissario Britannico in Tibet dal 1902 al 1904.

### Invasione del Tibet e massacro a Guru
Tra il 1903 e il 1904, seguendo gli ordini di Curzon, Younghusband, insieme con l'Ufficiale politico del Sikkim John Claude White, guidò una spedizione britannica in Tibet, il cui scopo ufficiale era quello di dirimere le controversie sul confine tra Sikkim e Tibet; la spedizione diventò (superando le istruzioni di Londra) un'invasione de facto del Tibet.
Sulla via di Gyangzê, un confronto al di fuori del borgo di Guru portò alla strage di 600-700 miliziani tibetani, in gran parte monaci. Alcune stime indicano un numero maggiore di morti; inclusi altri conflitti, più di cinquemila tibetani sarebbero morti, a fronte di cinque morti britannici
Le forze britanniche vennero sostenute da Ugyen Wangchuck, che fu nominato cavaliere e più tardi sarebbe diventato re del Bhutan.
La spedizione infine arrivò a Lhasa, mentre il XIII Dalai Lama si recava in esilio in Mongolia.